# Mastigoproctus
Mastigoproctus (лат.) — род телифонов. Родом из тропических лесных районов северной части Южной Америки, эти телифоны могут достигать длины до 9 сантиметров и весить более 30 граммов. Несмотря на распространённое мнение, они не ядовиты, так как, как и все другие телифоны, не обладают ядовитыми железами.

## Виды
Список видов Mastigoproctus:
- Mastigoproctus abeli Villarreal & Giupponi, 2009 — Венесуэла
- Mastigoproctus ayalai Viquez & Armas, 2007 — Венесуэла
- Mastigoproctus baracoensis Franganillo, 1931 — Куба
- Mastigoproctus brasilianus (C. L. Koch, 1843) — Бразилия
- Mastigoproctus butleri Pocock, 1894 — Бразилия
- Mastigoproctus colombianus Mello-Leitão, 1940 — Колумбия
- Mastigoproctus formidabilis Hirst, 1912 — Венесуэла
- Mastigoproctus giganteus (Lucas, 1835) — Мексика, США
- Mastigoproctus maximus (Tarnani, 1889) — Бразилия
- Mastigoproctus minensis Mello-Leitão, 1931 — Бразилия
- Mastigoproctus pelegrini Armas, 2000 — Куба
- Mastigoproctus perditus Mello-Leitão, 1931 — Бразилия
- Mastigoproctus proscorpio (Latreille, 1806) — Доминиканская Республика, Гаити, Мартиника
- Mastigoproctus transoceanicus Lazell, 2000 — Гонконг

Including: Since transferred to Mayacentrum
- Mastigoproctus tantalus Roewer, 1954 — Сальвадор

Since treated as junior synonym of Mimoscorpius pugnator
- Mastigoproctus liochirus Pocock, 1900 — Гватемала

Since transferred to Valeriophonus
- Mastigoproctus nara Valerio, 1981 — Коста-Рика